# Kościół Santa Maria del Carmine we Florencji
Kościół Santa Maria del Carmine we Florencji – zabytkowy kościół, znajdujący się w dzielnicy Oltrarno we włoskiej Florencji.
Wzniesiony w 1268 roku w stylu romańsko-gotyckim jako kościół konwentualny przy klasztorze karmelitów. Przebudowano go w XVI i XVII wieku. W roku 1771 kościół niemal doszczętnie spłonął w pożarze. Ocalała wówczas jedynie frontowa fasada, zakrystia oraz kaplice Brancaccich i Corsinich. Odbudowano go w latach 1775-1782 w stylu barokowym według projektu Giuseppe Ruggieriego i Giulio Mannaioniego.
Kościół zbudowano na planie krzyża łacińskiego. Wysoka, długa nawa główna posiada beczkowate sklepienie, po bokach podtrzymują ją pilastry zwieńczone korynckimi kapitelami. Zdobiące sklepienie nawy freski wykonali Domenico Stagi oraz Giuseppe Romei. Prawe ramię transeptu zakończone jest Kaplicą Brancaccich z renesansowymi freskami Masolina, Masaccia i Filippina Lippiego.